# Niederländische Cricket-Nationalmannschaft in Bangladesch in der Saison 2025
Die Tour der niederländischen Cricket-Nationalmannschaft in Bangladesch in der Saison 2025 findet vom 30. August bis zum 3. September 2025 statt. Die internationale Cricket-Tour ist Bestandteil der Internationalen Cricket-Saison 2025 und umfasst drei Twenty20s.

## Vorgeschichte
Bangladesch bestritt zuvor eine Tour gegen Bangladesch, die Niederlande nahm an der Twenty20-Regionsfinale für Europa als Gastgeber teil. Das letzte Aufeinandertreffen der beiden Mannschaften bei einer Tour fand in der Saison 2012 in den Niederlanden statt.

## Stadion
Das folgende Stadion wurde für die Tour als Austragungsort vorgesehen.
| Stadion                              | Stadt  | Kapazität | Spiele      |
| ------------------------------------ | ------ | --------- | ----------- |
| Sylhet International Cricket Stadium | Sylhet | 18.500    | 1. – 3. T20 |

## Kaderlisten
| T20         | T20         |
| Bangladesch | Niederlande |
| ----------- | ----------- |
|             |             |

## Twenty20 Internationals

### Erstes Twenty20 in Sylhet
| 30. August Scorecard | Sylhet | Bangladesch | – | Niederlande |
|                      |        |             |   |             |

### Zweites Twenty20 in Sylhet
| 1. September Scorecard | Sylhet | Bangladesch | – | Niederlande |
|                        |        |             |   |             |

### Drittes Twenty20 in Sylhet
| 3. September Scorecard | Sylhet | Bangladesch | – | Niederlande |
|                        |        |             |   |             |

## Auszeichnungen

### Player of the Series
Als Player of the Series wurden der folgende Spieler ausgezeichnet.
| Serie    | Player of the Series |
| -------- | -------------------- |
| Twenty20 |                      |

### Player of the Match
Als Player of the Match wurden die folgenden Spieler ausgezeichnet.
| Spiel       | Player of the Match |
| ----------- | ------------------- |
| 1. Twenty20 |                     |
| 2. Twenty20 |                     |
| 3. Twenty20 |                     |